# Penaeaceae
Penaeaceae — родина вічнозелених шкірястолистих чагарників і невеликих дерев, поширених у ПАР. Родина налічує 29 видів у 9 родах. Родина Penaeaceae було розширено за системою класифікації APG III із включенням родів Olinia (раніше в Oliniaceae) і окремого виду з роду Rhynchocalyx (раніше в Rhynchocalycaceae).